# Champougny
Champougny est une commune française située dans le département de la Meuse, en région Grand Est.

## Géographie

### Communes limitrophes
| Sepvigny     | Sepvigny     | Gibeaumeix            |
| Taillancourt | Champougny   | Pagny-la-Blanche-Côte |
| Taillancourt | Taillancourt | Pagny-la-Blanche-Côte |

### Hydrographie
La commune est dans le bassin versant de la Meuse au sein du bassin Rhin-Meuse. Elle est drainée par la Meuse, le canal de la Haute Meuse, la rivière de Chetre et la Vieille Rivière,.
La Meuse, d'une longueur de 486 km, est un fleuve européen qui prend sa source en France, dans la commune du Châtelet-sur-Meuse, à 409 mètres d'altitude, et se jette dans la mer du Nord après un cours long d'approximativement 950 kilomètres traversant la France, la Belgique et les Pays-Bas. 
Le canal de la Haute Meuse, d'une longueur de 12 km, est un cours d'eau naturel non navigable qui relie la commune de  à  à Vaucouleurs, où il se jette dans la Meuse. 

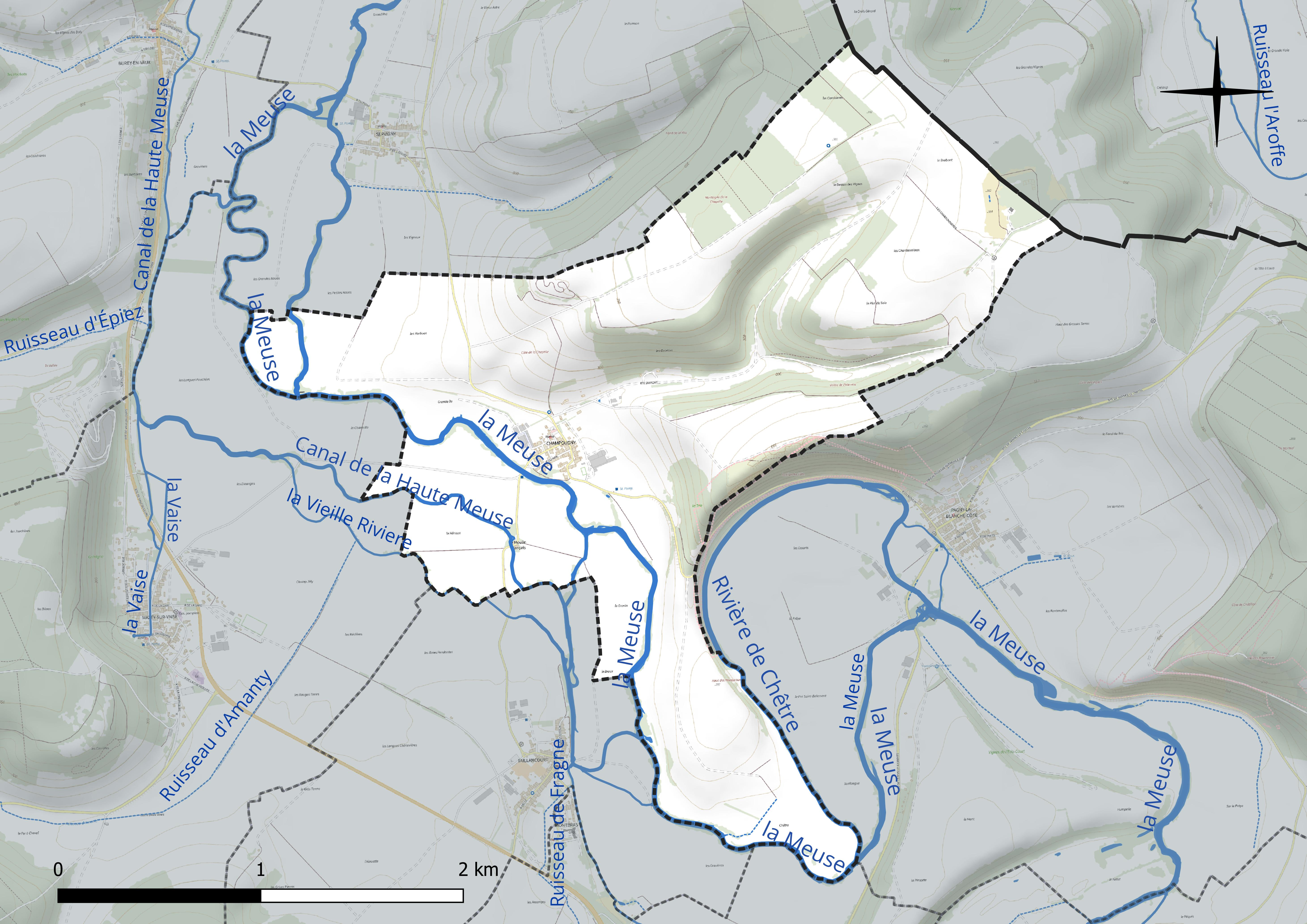
Réseau hydrographique de Champougny.

### Climat
Pour des articles plus généraux, voir Climat du Grand Est et Climat de la Meuse.
En 2010, le climat de la commune est de type climat des marges montargnardes, selon une étude du Centre national de la recherche scientifique s'appuyant sur une série de données couvrant la période 1971-2000. En 2020, Météo-France publie une typologie des climats de la France métropolitaine dans laquelle la commune est exposée à un climat océanique altéré et est dans la région climatique  Lorraine, plateau de Langres, Morvan, caractérisée par un hiver rude (1,5 °C), des vents modérés et des brouillards fréquents en automne et hiver. 
Pour la période 1971-2000, la température annuelle moyenne est de 9,7 °C, avec une amplitude thermique annuelle de 16,7 °C. Le cumul annuel moyen de précipitations est de 940 mm, avec 13,4 jours de précipitations en janvier et 9,4 jours en juillet. Pour la période 1991-2020, la température moyenne annuelle observée sur la station météorologique de Météo-France la plus proche, « Nancy-Ochey », sur la commune d'Ochey à 19 km à vol d'oiseau, est de 10,5 °C et le cumul annuel moyen de précipitations est de 810,4 mm. 
La température maximale relevée sur cette station est de 39,6 °C, atteinte le 25 juillet 2019 ; la température minimale est de −19,1 °C, atteinte le 12 janvier 1987,,. 
Les paramètres climatiques de la commune ont été estimés pour le milieu du siècle (2041-2070) selon différents scénarios d'émission de gaz à effet de serre à partir des nouvelles projections climatiques de référence DRIAS-2020. Ils sont consultables sur un site dédié publié par Météo-France en novembre 2022.

## Urbanisme

### Typologie
Au 1er janvier 2024, Champougny est catégorisée commune rurale à habitat dispersé, selon la nouvelle grille communale de densité à sept niveaux définie par l'Insee en 2022.
Elle est située hors unité urbaine et hors attraction des villes,.

### Occupation des sols
L'occupation des sols de la commune, telle qu'elle ressort de la base de données européenne d’occupation biophysique des sols Corine Land Cover (CLC), est marquée par l'importance des territoires agricoles (79,4 % en 2018), une proportion identique à celle de 1990 (79,4 %). La répartition détaillée en 2018 est la suivante : 
prairies (42,8 %), terres arables (36,7 %), forêts (19,3 %), espaces ouverts, sans ou avec peu de végétation (1,3 %). L'évolution de l’occupation des sols de la commune et de ses infrastructures peut être observée sur les différentes représentations cartographiques du territoire : la carte de Cassini (XVIIIe siècle), la carte d'état-major (1820-1866) et les cartes ou photos aériennes de l'IGN pour la période actuelle (1950 à aujourd'hui).

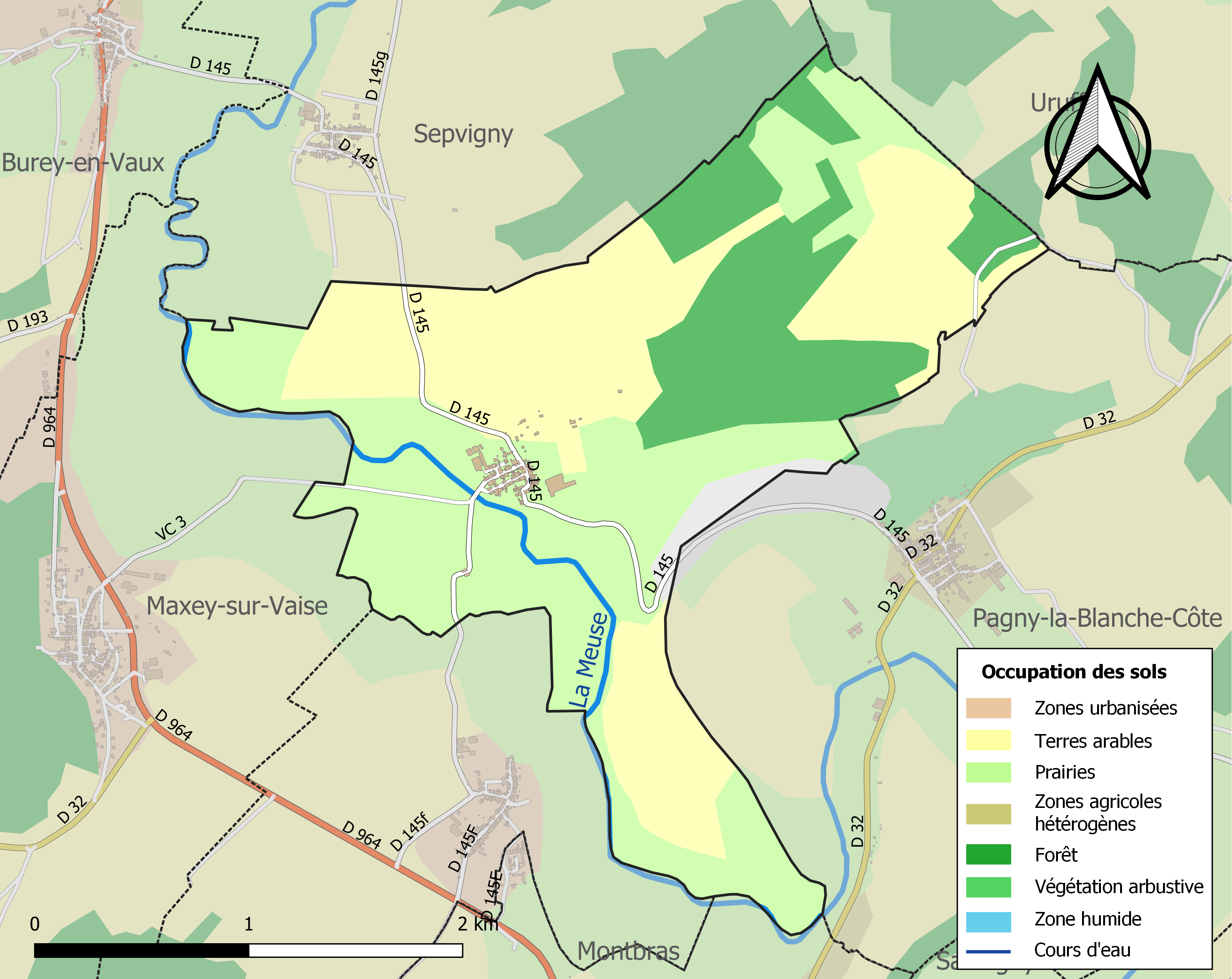
Carte des infrastructures et de l'occupation des sols de la commune en 2018 (CLC).

## Toponymie
Le nom de la localité est attesté sous les formes Camponiacum (650) ; Champigneyum (1402) ; Champougney (1700) ; Campougneium (1711).

Ernest Nègre, dans sa Toponymie générale de la France indique (sous le no 8870) que Champougny provient d'un composé formé de l'anthroponyme roman Camponius (« le campagnard, le paysan ») et du suffixe d'origine gauloise -acum : cet étymon Camponiacum est attesté tel quel en l'an 650.
*Camponiacum est à distinguer de  *Campaniacum (basé sur l'anthroponyme Campanius)  qui lui est à l'origine de nombreux noms de commune.

## Histoire
Avant 1790, Champougny faisait partie du Toulois (bailliage et présidial de Toul) et était rattaché au diocèse de Toul.
Champougny figure parmi les biens donnés vers 627 à Treufride, évêque de Toul, par Dagobert Ier, roi d'Austrasie. En 1051, le pape Léon IX énumère, parmi les possessions de l'abbaye de Poussay, la moitié de la chapelle (Notre-Dame-des-Affligés et l'autel de l'église de Champougny).
En 1711, les revenus de la cure étaient les suivants : le tiers des dîmes, toute la dîme de la contrée des Épaves et un bouvrot. Le bouvrot de la cure comprenait quinze jours de terres en roie, deux fauchées de prés, et un jour de vigne. Cette vigne et la dîme des autres vignes donnaient au curé un revenu de trois à quatre cents livres.

## Politique et administration
| Période                                  | Période   | Identité                                    | Étiquette | Qualité             |
| ---------------------------------------- | --------- | ------------------------------------------- | --------- | ------------------- |
| Les données manquantes sont à compléter. |           |                                             |           |                     |
| Juin 1995                                | mars 2014 | Gilles Lecerf                               | UMP       | Éducation Nationale |
| mars 2014                                | En cours  | Éric Vincent Réélu pour le mandat 2020-2026 |           | Chauffeur           |

## Population et société

### Démographie
L'évolution du nombre d'habitants est connue à travers les recensements de la population effectués dans la commune depuis 1793. Pour les communes de moins de 10 000 habitants, une enquête de recensement portant sur toute la population est réalisée tous les cinq ans, les populations de référence des années intermédiaires étant quant à elles estimées par interpolation ou extrapolation. Pour la commune, le premier recensement exhaustif entrant dans le cadre du nouveau dispositif a été réalisé en 2007.

En 2022, la commune comptait 86 habitants, en évolution de −7,53 % par rapport à 2016 (Meuse : −4,4 %, France hors Mayotte : +2,11 %).
| 1793 | 1800 | 1806 | 1821 | 1831 | 1836 | 1841 | 1846 | 1851 |
| ---- | ---- | ---- | ---- | ---- | ---- | ---- | ---- | ---- |
| 216  | 204  | 297  | 206  | 236  | 248  | 223  | 221  | 222  |

| 1856 | 1861 | 1866 | 1872 | 1876 | 1881 | 1886 | 1891 | 1896 |
| ---- | ---- | ---- | ---- | ---- | ---- | ---- | ---- | ---- |
| 221  | 230  | 230  | 219  | 213  | 233  | 207  | 200  | 178  |

| 1901 | 1906 | 1911 | 1921 | 1926 | 1931 | 1936 | 1946 | 1954 |
| ---- | ---- | ---- | ---- | ---- | ---- | ---- | ---- | ---- |
| 176  | 168  | 145  | 113  | 152  | 109  | 112  | 90   | 87   |

| 1962 | 1968 | 1975 | 1982 | 1990 | 1999 | 2006 | 2007 | 2012 |
| ---- | ---- | ---- | ---- | ---- | ---- | ---- | ---- | ---- |
| 92   | 84   | 67   | 57   | 51   | 80   | 100  | 103  | 112  |

| 2017 | 2022 | - | - | - | - | - | - | - |
| ---- | ---- | - | - | - | - | - | - | - |
| 83   | 86   | - | - | - | - | - | - | - |

## Culture locale et patrimoine

### Lieux et monuments
- Église Saint-Brice

Cette église, des XIIe, XVIe, XVIIe et XXe siècles, est dédiée à saint Brice dont elle possède des reliques. Comme celle de Sepvigny, son annexe avant 1790, elle est fortifiée. Le clocher fortifié se trouve à la verticale du chœur.
- Chapelle Notre-Dame-des-Affligés

La chapelle date probablement du Moyen Âge. Le bâtiment actuel date du XVIIe siècle, le précédent était détruit lors de la guerre de Trente Ans.
- Fort de Pagny-la-Blanche-Côte
- Réserve naturelle régionale des éboulis et pelouses calcaires de Pagny-la-Blanche-Côte et Champougny

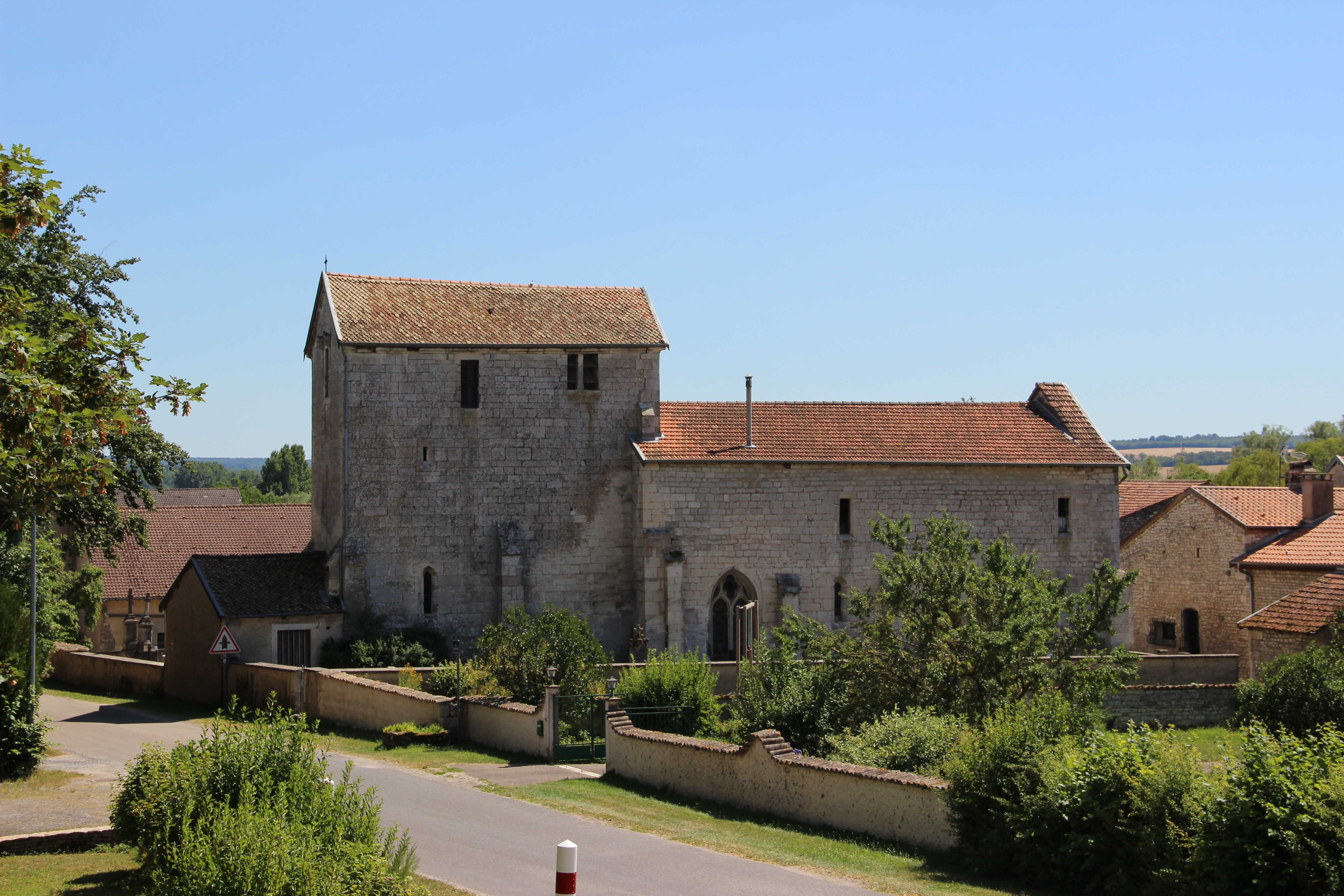
Église Saint-Brice.
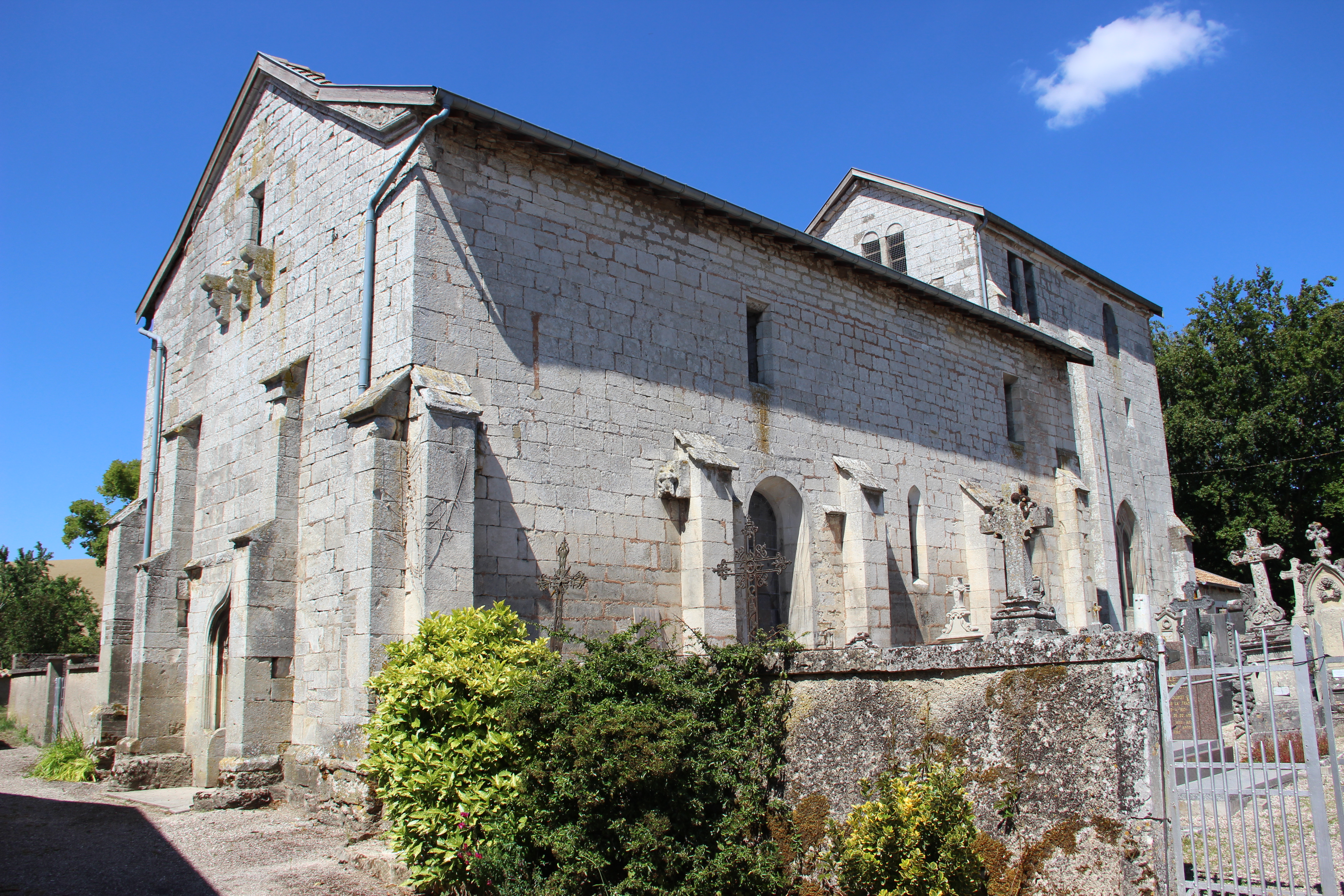
Église Saint-Brice.
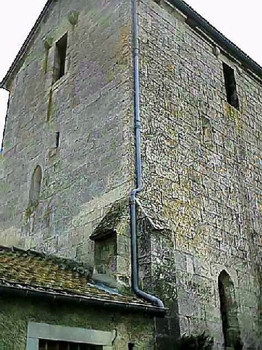
Clocher de l'église Saint-Brice.
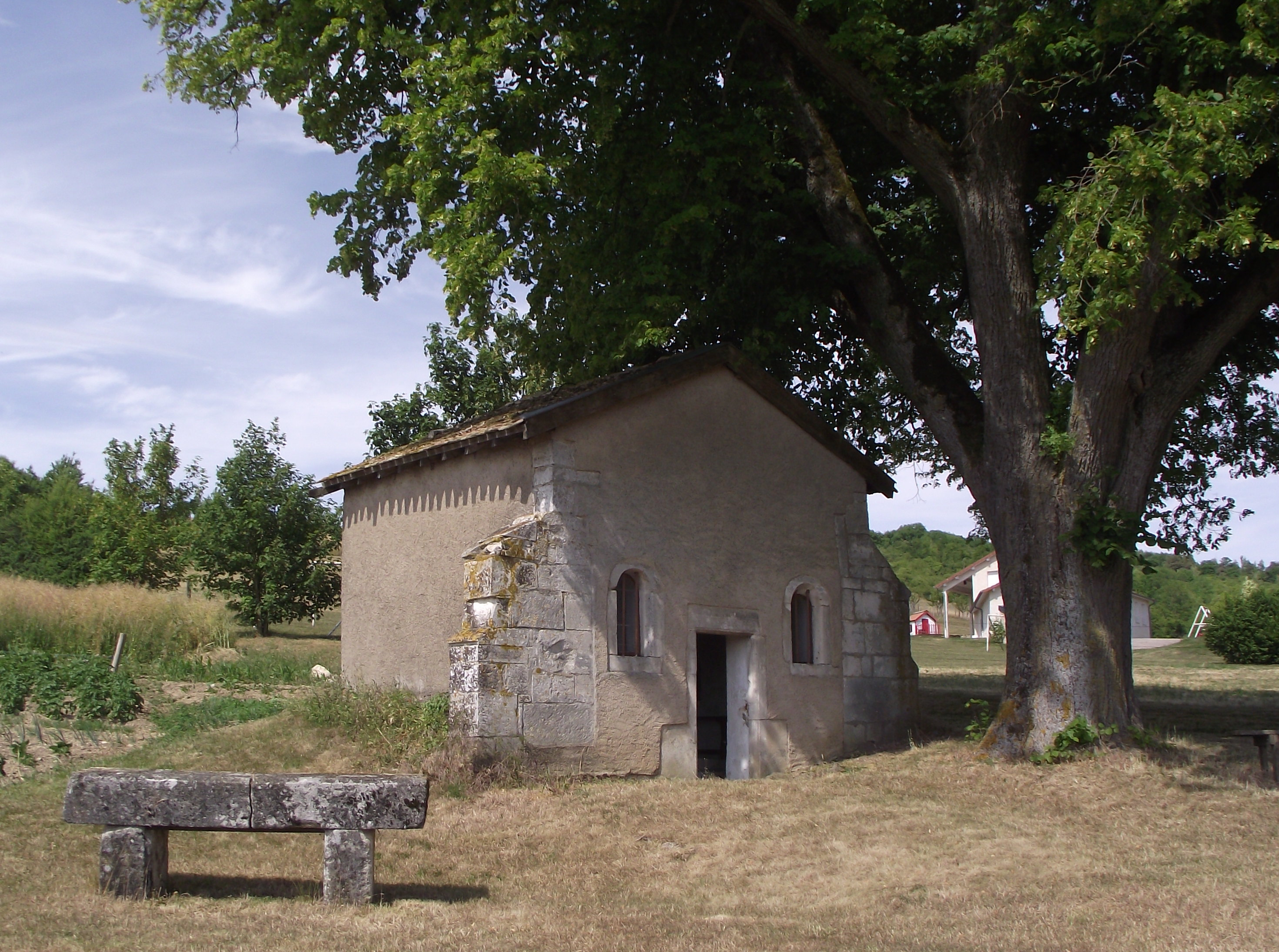
Chapelle Notre-Dame-des-Affligés.

### Héraldique
| Blason de Champougny | Blason  | Parti : au 1er d'azur à la fleur de tilleul d'or, au 2e d'or à l'alérion de gueules ; au tau d'argent brochant, en chef sur la partition ; à la champagne de gueules crénelée de trois merlons et chargée d'une croisette écotée d'or. |
| Blason de Champougny | Détails | Création Robert André Louis et Mme Lydie Lyk-Pacaud. Adopté le 12 février 2018. |